# Plaça de la Constitució (Badalona)
La plaça de la Constitució està situada al barri de Dalt de la Vila de Badalona, nucli antic de la ciutat, i centre neuràlgic del barri. El seu origen és a l'antiga trama urbana de carrers medievals, que és una petita part de l'antic fòrum romà. Al subsòl de la plaça i de les cases s'hi han trobat nombroses restes tant d'època romana com posterior. Després de l'antiguitat, la plaça va romandre durant segles el centre de la vida social i política badalonina, com a lloc de la seu de l'antic ajuntament. La importància en va minvar a partir del segle xix, en què progressivament va ser suplantada per la plaça de la Vila, al barri de Baix a Mar, l'actual centre, on s'hi ubica la nova casa consistorial.
A la plaça hi ha la Casa Planas, protegida com a bé cultural d'interès local, un habitatge d'obra popular del segle xviii i reformat al segle xx per Joan Amigó i Barriga.

## Restes romanes
A diverses cases de la plaça s'han trobat restes romanes. Al número 4 s'hi va excavar el 1986 i s'hi van posar al descobert que en aquesta part de l'antiga ciutat de Baetulo els nivells romans han estar arrasats en èpoques posteriors. S'hi troben tres enterraments que confirmen la hipòtesi que es tractés d'una necròpolis medieval (segles IX-x) al voltant de l'església de Santa Maria. Al número 5 s'hi va excavar el 1990, i de fet confirma la mateixa situació que al núm. 4. Es documenta que els nivells romans han estat arrasats i remoguts posteriorment, encara que es conserven dos nivells intactes de mitjan segle i aC. S'hi va trobar abundant material romà i enterraments de tipologia antropomorfa de cronologia altmedieval.
El 1998-1999 s'excava al número 10-11, on es documenten diverses fases d'ocupació d'època romana. D'època d'August s'hi identifiquen tres elements: una claveguera, un clavegueró, i una potent fonamentació. La grandiositat d'aquesta fonamentació –42 m² en planta amb una fondària d'1,50 m– ens indica que devia sustentar una construcció molt potent, de grans dimensions. Es desconeix la funció d'aquesta construcció, però és indubtablement un monument públic, situat al fòrum de la ciutat. Potser es podria relacionar amb algun monument honorífic, tot i que no es pot descartar que es tractés d'un arc monumental, d'un nimfeu, o d'un temple. Una segona fase és de la segona meitat del segle I dC, el nivell de cobriment de la claveguera del cardo. La tercera és de la primera meitat del segle ii, en què es constata que es va abandonar la claveguera del cardo. Una darrera fase és del segle xiv, i s'hi troben cinc enterraments sense aixovar ni nivell estratigràfic associat, relacionats possiblement amb l'epidèmia de pesta d'aquesta època.